# Boors
Boors (também conhecido por Boores, Bors ou Bohort) é o nome de dois personagens lendários, pai e filho, do Ciclo Arturiano. Boors, o Velho é o Rei de Gaunes (Gália) durante o período inicial do reinado do Rei Artur e é irmão do Rei Ban de Benoic. Boors, o Jovem torna-se um dos melhores Cavaleiros da Távola Redonda e um dos três a alcançar o Santo Graal.
De acordo com Charles Squire, que defende a ideia de que os cavaleiros das lendas arturianas eram antigos deuses bretões que haviam sido evemerizados, após passar pelas edições dos romances franceses até a versão final de Thomas Mallory, Bors era o deus Emrys, a versão celta de Zeus, também chamado de Myrddin (que daria origem a Merlim). Os quatro cavaleiros que disputaram o manto de Artur, Sir Pelleas, Sir Bors, Sir Percivale e Sir Galahad, seriam, respectivamente, os deuses Pwyll, o guardião do manto, Emrys/Myrddin, o deus dos céus, Peredur, um heroi do Livro Vermelho de Hergest, e Gwalchaved, o falcão do verão.

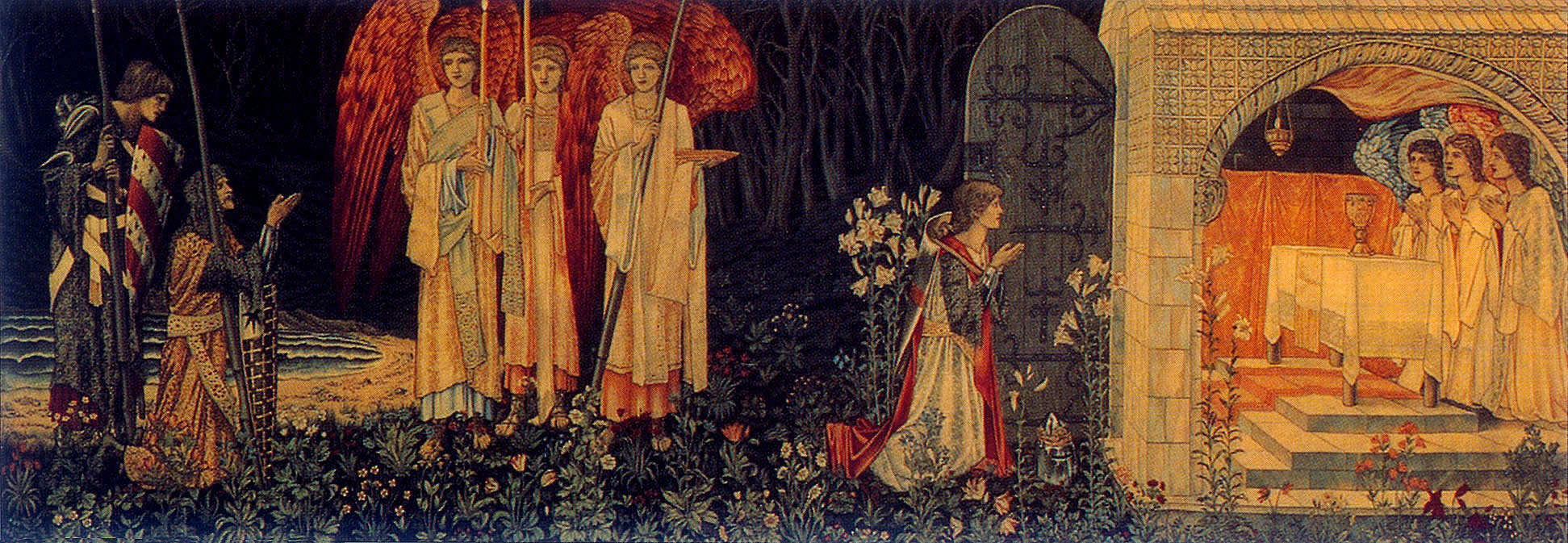
Boors, Perceval e Galahd alcançam o Graal

## Rei Boors, o Velho
Como irmão de Ban, o Rei Boors é tio de Lancelote e de Heitor das Lagoas. Casa com Evaine, a irmã de Elaine, mulher de Ban de Benoic, e tem dois filhos: Boors, o Jovem e Leonel. Os reis Boors e Ban tornam-se aliados de Artur na sua luta contra onze reis rebeldes da Bretanha, incluindo Lot, Urien e Caradoc. Em troca, Artur promete-lhes a sua ajuda contra o seu inimigo Claudas que ameaça invadir os seus reinos. Contudo, Artur atrasa-se no cumprimento da sua promessa e Claudas tem sucesso na sua invasão, onde são mortos ambos os reis. O filho de Ban, Lancelote é levado pela Senhora do Lago, mas os filhos de Boors são capturados por Claudas e criados em cativeiro.

## Boors, o Jovem
Boors, o Jovem (posteriormente também conhecido por Boors, O Exilado, ou ainda, Boors, O Destemido) é mais conhecido que o pai nas histórias do Ciclo Arturiano. Ele e Leonel vivem durante vários anos na corte de Claudas, mas acabam por se rebelar contra ele e chegam a matar o seu cruel filho Dorin. Antes de Claudas ter tempo de retaliar, os rapazes são resgatados por um servo da Senhora do Lago e são levados para serem criados juntos ao seu primo Lancelote.
Os três crescem e tornam-se excelentes cavaleiros, indo para Camelot para se juntarem à corte do Rei Artur. Boors é identificável por uma cicatriz na testa e participa na maioria dos conflitos de Artur, incluindo a batalha final com Claudas que liberta o país do seu pai. Boors torna-se pai de Elian quando Brandegoris, a filha de Artur, o consegue levar a dormir com ela, através de um anel mágico. Mais tarde, leva o seu filho a entrar na Távola Redonda.

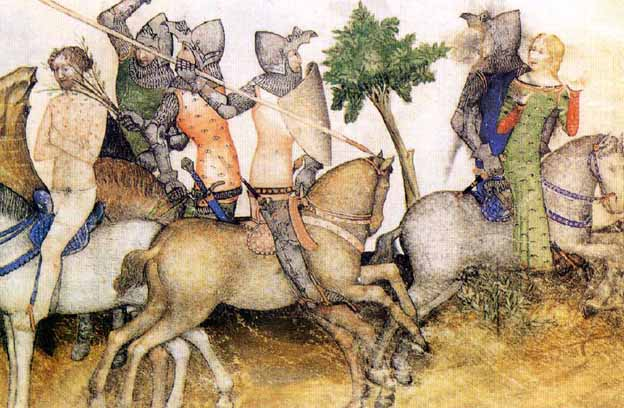
Boors escolhe salvar uma donzela em vez do seu irmão Leonel

Boors é sempre retratado como um dos melhores da Távola Redonda, mas a sua glória vem da Demanda do Santo Graal, na qual ele prova ter o valor suficiente, juntamente com Galahad e Perceval para alcançar e testemunhar os mistérios do Graal.
Vários episódios demonstram o seu carácter virtuoso. Num deles, uma dama aproxima-se de Boors ameaçando-o de se suicidar se ele não dormisse com ela. Ele recusa-se a quebrar o seu voto de celibato. Perante a sua recusa, a dama e as suas aias ameaçam atirar-se do alto das muralhas do castelo e, ao caírem, revelam-se demônios disfarçados que tentavam aproveitar-se da compaixão de Boors.
Em outro episódio, Boors enfrenta o dilema de ter de escolher entre salvar o seu irmão Leonel que estava a ser atacado por vilões ou salvar uma donzela que, ao mesmo tempo, era raptada por um cavaleiro desonrado. Boors escolhe salvar a donzela, mas reza pela segurança de Leonel. Leonel escapa aos seus atacantes e, em retaliação, tenta matar Boors, mas este não se defende recusando-se a levantar a espada contra o seu irmão. Calogrenant, companheiro da Távola Redonda e um religioso eremita tentam intervir, mas Leonel mata-os aos dois quando os mesmos se atravessam no caminho. Mas antes de conseguir atingir o seu irmão, Deus atinge-o com uma coluna de fogo que o imobiliza.
Na obra de Thomas Malory, A Morte de Artur, Boors concorda em lutar como campeão de Guinevere quando esta é acusada de envenenar um cavaleiro. Boors torna-se relutante depois da primeira escolha de Guinevere, Lancelote, deixar Camelot por sua causa. Ele volta atrás depois de Guinevere se ajoelhar perante ele sob o olhar de Artur. Ele está quase a iniciar a justa em sua defesa quando Lancelote reaparece e toma o seu lugar.
Tal como o resto da sua família, Bors junta-se a Lancelote no exílio depois do seu caso amoroso com Guinevere ser revelado e salvar a rainha de ser executada no cadafalso. Ele torna-se um dos conselheiros de maior confiança de Lancelote na sua guerra contra Artur, tornando-se o governante dos antigos reinos de Claudas. Quando Artur e Gauvain têm que regressar à Bretanha para combater o usurpador Mordred, Gauvain envia uma carta a Lancelote pedindo-lhe auxílo. Lancelote chega para dominar o resto da rebelião liderada pelos filhos de Mordred, mas Leonel é morto por um deles. Boors vai então vingar a morte do irmão.
Boors, Galahad e Perceval vão em Demanda do Santo Graal, conseguindo alcançá-lo. Então acompanham-no a Sarras, uma ilha mítica no Médio Oriente. Tanto Galahad como Perceval morrem enquanto lá se encontram, sendo Boors o único a regressar.